# Anwar Kandafil
Anwar Kandafil (* 3. Juni 1973 in Casablanca) ist ein ehemaliger marokkanischer Ringer.
Er gewann bei den Afrikameisterschaften 1994 in der Klasse bis 68 kg die Bronzemedaille im griechisch-römischen Stil. 1996 wurde er Vize-Afrikameister. Im selben Jahr nahm er an den Olympischen Spielen in Atlanta teil, bei denen er den 19. Platz belegte. Bei den Afrikameisterschaften 1998 gewann Kandafil die Goldmedaille in der Klasse bis 69 kg. 2000 qualifizierte er sich für die Olympischen Spiele in Sydney. Allerdings wurde er nach einem positiven Dopingtest kurz vor Beginn der Wettkämpfe von den Spielen ausgeschlossen. 2002 gewann er bei den Afrikameisterschaften Silber in der Klasse bis 74 kg.